# Go-Reizei
Imperador Go-Reizei (後冷泉天皇, Go-Reizei-tennō, 1025—1068) foi o 70º imperador do Japão, na lista tradicional de sucessão.

## Vida
Antes da sua ascensão ao trono, seu nome era Chikahito Chikahito foi o filho mais velho do imperador Go-Suzaku. Sua mãe se chamava Fujiwara no Kishi (e tinha o cargo de Naishi no kami, diretora das damas da corte) que era filha de Fujiwara no Michinaga.
Chikahito tornou-se príncipe herdeiro aos 13 anos de idade em 17 de agosto de 1017.
Go-Reizei reinou de 1045 a 1068.
Em 1051, Abe no Sadato e Munetō iniciaram uma rebelião na Província de Mutsu que ficou conhecido como Guerra Zenkunen (1051-1062). Para controlar a situação Minamoto no Yoriyoshi foi nomeado governador de Mutsu e Chinjufu-Shōgun (comandante-em-chefe da defesa do norte) com poderes para restaurar a paz no norte. Yoriyoshi foi o primeiro a receber este título shogunal específico, embora seu avô ( Minamoto no Tsunemoto ) fora nomeado Seito fuku-shōgun (comandante-assistente da pacificação do leste).
Go-Reizei  morreu em 22 de maio de 1068 com a idade de 44 anos e não tinha herdeiros diretos.
O Imperador Go-Reizei é tradicionalmente venerado em um memorial no santuário xintoísta em Quioto. A Agência da Casa Imperial designa este local como Mausoléu de Go-Reizei. E é oficialmente chamado Enkyo-ji no misasagi.

## Daijō-kan
- Kampaku , Fujiwara no Yorimichi, (992-1074).[3]
- Kampaku , Fujiwara no Norimichi, (997-1075).[3]
- Daijō Daijin , Fujiwara no Yorimichi.[3]
- Sadaijin , Fujiwara no Norimichi.[3]
- Udaijin , Fujiwara no Sanesuke, (957-1046).[3]
- Udaijin , Fujiwara no Yorinume, (993-1065).[3]
- Udaijin , Fujiwara no Morozane, (1042-1101).[3]
- Naidaijin , Minamoto no Morofusa, (1009-1077).[3]